# Distretto di San Pablo (Loreto)
Il distretto di San Pablo è uno dei quattro distretti della provincia di Mariscal Ramón Castilla, in Perù. Si trova nella regione di Loreto e si estende su una superficie di 5.045,58 chilometri quadrati.
Istituito il 19 ottobre 1993, ha per capitale la città di San Pablo de Loreto.